# Nomaua nelson
Nomaua nelson är en spindelart som beskrevs av Forster 1990. Nomaua nelson ingår i släktet Nomaua och familjen Synotaxidae. Inga underarter finns listade i Catalogue of Life.